# Marek Górnisiewicz
Marek Górnisiewicz (ur. 16 września 1959 w Gdańsku, zm. 19 czerwca 2006 tamże) – polski grafik i rysownik komiksowy, absolwent Państwowego Liceum Sztuk Plastycznych w Gdyni-Orłowie.

## Życiorys
Debiutował w pierwszej połowie lat 80. czarno-białym komiksem Fantazja na fujarkę do scenariusza Jerzego Szyłaka, drukowanym w formie pasków w tygodniku "Wiadomości Elbląskie".
Publikował w magazynie komiksowym "Fan", a następnie w anarchistycznym periodyku "Mać Pariadka", gdzie zamieszczał satyryczne rysunki i krótkie komiksy. Tworzył okładki książek, m.in. do Zewu krabów Guya N. Smitha i Króla Bezmiarów Feliksa W. Kresa (I wydanie tej powieści, wyd. Aurora).
Od połowy lat 90. nie zajmował się już twórczością artystyczną.